# Kaliumphosphonate
Kaliumphosphonate (früher: Kaliumphosphite) sind die Kaliumsalze der Phosphonsäure und gehören zur Gruppe der Phosphonate.
Beispiele für Kaliumphosphonate sind Kaliumhydrogenphosphonat und Dikaliumphosphonat.

## Verwendung
Mischungen von Kaliumhydrogenphosphonat und Dikaliumphosphonat waren bis 2013 in Deutschland als Pflanzenstärkungsmittel für den konventionellen und den ökologischen Anbau gelistet. Seit April 2013 sind sie in der EU als Pflanzenschutzmittel zugelassen und dürfen daher nicht mehr im ökologischen Anbau eingesetzt werden. Kaliumphosphonate besitzen eine fungizide Wirkung gegen den falschen Mehltau (Peronospora) im Weinbau und gegen die Kraut- und Knollenfäule (Phythophtora) im Kartoffelanbau. In Deutschland und Österreich sind Kaliumphoshonat-Präparate für den Einsatz gegen den falschen Mehltau im Weinbau erhältlich, in Österreich ist auch ein Präparat mit Wirkung gegen Schorf bei Kernobst zugelassen. Kaliumphosphonate dienen, wie auch andere Phosphonate, gleichzeitig als Phosphor-Dünger. Weiterhin wirken sie, wie auch andere Phosphonate, nematozid gegen Meloidogyne javanica und Meloidogyne incognita.